# Irmãos Coragem - 30 Anos - Ao Vivo
Irmãos Coragem - 30 Anos ao Vivo é o segundo álbum ao vivo da dupla sertaneja Chitãozinho & Xororó, lançado em 25 de novembro de 2000, em CD, VHS e DVD.
Foi gravado no dia 21 de setembro de 2000 no Via Funchal, São Paulo, reunindo grandes sucessos da dupla como "Evidências", "Fio de Cabelo", "Alô", "Bailão de Peão", "Na Aba do Meu Chapéu", entre outros, e algumas inéditas, como "Um, Dois, Três" e "Rebola", incluindo também a regravação do sucesso "Deslizes", do cantor Fagner. Vendeu mais de 250.000 cópias, e foi certificado pela ABPD com disco de platina.

## Faixas
| CD (Irmãos Coragem - 30 Anos ao Vivo) |                                                                                        |                                                                                         |         |  |
| N.º                                   | Título                                                                                 | Compositor(es)                                                                          | Duração |  |
| 1.                                    | "Irmãos Coragem"                                                                       | Nonato Buzar / Paulinho Tapajós                                                         | 2:28    |  |
| 2.                                    | "Medley de Viola: Obras de Poetas (Os Passarinhos) / Fogão de Lenha / No Rancho Fundo" | Vital / Chico Lau; Maurício Duboc / Carlos Colla / Xororó; Ary Barroso / Lamartine Babo | 5:03    |  |
| 3.                                    | "Um, Dois, Três"                                                                       | Michael Sullivan / Paulo Sérgio Valle                                                   | 4:35    |  |
| 4.                                    | "Meu Disfarce"                                                                         | Chico Roque / Carlos Colla                                                              | 4:19    |  |
| 5.                                    | "Deslizes"                                                                             | Michael Sullivan / Paulo Massadas                                                       | 4:10    |  |
| 6.                                    | "Rebola"                                                                               | Tivas / Nino / Chitãozinho                                                              | 2:47    |  |
| 7.                                    | "Medley de Polcas: Galopeira (Galopera) / Vá Pro Inferno Com Seu Amor"                 | Maurício Cardozo Ocampo (versão: Pedro Bento); Meirinho                                 | 4:05    |  |
| 8.                                    | "Me Deixa Ficar"                                                                       | Alvaro Socci / Cláudio da Matta                                                         | 4:34    |  |
| 9.                                    | "Medley Chamamés: 60 Dias Apaixonado / Sorriso Mudo"                                   | Darci Rossi / Constantino Mendes; Baltazar da Silva / Jardel                            | 2:29    |  |
| 10.                                   | "Solidão"                                                                              | Chico Roque / Carlos Colla                                                              | 4:03    |  |
| 11.                                   | "Fio de Cabelo"                                                                        | Darci Rossi / Marciano                                                                  | 3:02    |  |
| 12.                                   | "O Amor é Lindo"                                                                       | Tivas / Nino                                                                            | 3:39    |  |
| 13.                                   | "Medley Country: Bailão de Peão / Na Aba do Meu Chapéu"                                | Maria da Paz / Nino; Maria da Paz / Nino                                                | 3:52    |  |
| 14.                                   | "Som da Viola"                                                                         | Alvaro Socci / Cláudio da Matta / Vivian Perl Cocker                                    | 3:14    |  |
| 15.                                   | "Evidências"                                                                           | José Augusto / Paulo Sérgio Valle                                                       | 5:24    |  |
| 16.                                   | "Coração Sertanejo"                                                                    | Neuma Morais / Neon Moraes                                                              | 3:45    |  |
| 17.                                   | "Alô"                                                                                  | Feio / Fátima Leão                                                                      | 2:23    |  |
| 18.                                   | "Se Deus Me Ouvisse"                                                                   | Almir Rogério                                                                           | 3:54    |  |
| 19.                                   | "Corpo e Alma (Bridge over Troubled Water)"                                            | Paul Simon (versão: Kleiton Ramil)                                                      | 5:30    |  |

| VHS/DVD (30 Anos de Coragem) | |                                                                                         |         |  |
| N.º                          | Título | Compositor(es)                                                                          | Duração |  |
| 1.                           | "Abertura: Texto (por Flávio de Souza); Cortando Estrada (por Ricardo & Ronael)"                                                                                     | Mario Lima                                                                              |         |  |
| 2.                           | "Irmãos Coragem" | Nonato Buzar / Paulinho Tapajós                                                         | 2:28    |  |
| 3.                           | "Medley de Viola: Obras de Poetas (Os Passarinhos) / Fogão de Lenha / No Rancho Fundo"                                                                               | Vital / Chico Lau; Maurício Duboc / Carlos Colla / Xororó; Ary Barroso / Lamartine Babo | 5:03    |  |
| 4.                           | "Um, Dois, Três" | Michael Sullivan / Paulo Sérgio Valle                                                   | 4:35    |  |
| 5.                           | "Meu Disfarce" | Chico Roque / Carlos Colla                                                              | 4;19    |  |
| 6.                           | "Tente Outra Vez / Medo da Chuva" | Paulo Coelho / Marcelo Motta / Raul Seixas; Raul Seixas                                 | 3:29    |  |
| 7.                           | "Medley de Polcas: Galopeira (Galopera) / Vá Pro Inferno Com Seu Amor - Texto Circo-Teatro: Flávio de Souza / Interpretes: Robson Nascimento e Sérgio Lopes Cardoso" | Maurício Cardozo Ocampo (versão: Pedro Bento); Meirinho                                 | 4:05    |  |
| 8.                           | "Medley Chamamés: 60 Dias Apaixonado / Sorriso Mudo" | Darci Rossi / Constantino Mendes; Baltazar da Silva / Jardel                            | 2:29    |  |
| 9.                           | "Solidão" | Chico Roque / Carlos Colla                                                              | 4:03    |  |
| 10.                          | "Fio de Cabelo" | Darci Rossi / Marciano                                                                  | 3:02    |  |
| 11.                          | "O Amor é Lindo" | Tivas / Nino                                                                            | 3:29    |  |
| 12.                          | "Medley Country: Bailão de Peão / Na Aba do Meu Chapéu" | Maria da Paz / Nino; Maria da Paz / Nino                                                | 3:52    |  |
| 13.                          | "Evidências" | José Augusto / Paulo Sérgio Valle                                                       | 5:24    |  |
| 14.                          | "Rebola" | Tivas / Nino / Chitãozinho                                                              | 2:47    |  |
| 15.                          | "Coração Sertanejo" | Neuma Morais / Neon Moraes                                                              | 3:45    |  |
| 16.                          | "Som da Viola" | Alvaro Socci / Cláudio da Matta / Vivian Perl Cocker                                    | 3:14    |  |
| 17.                          | "Se Deus Me Ouvisse" | Almir Rogério                                                                           | 3:54    |  |
| 18.                          | "Corpo e Alma (Bridge over Troubled Water)" | Paul Simon (versão: Kleiton Ramil)                                                      | 5:30    |  |
| 19.                          | "Chitãozinho & Xororó (part. Zé do Rancho e Ricardo & Ronael)" | Athos Campos / Serrinha                                                                 | 4:13    |  |
| 20.                          | "Alô" | Feio / Fátima Leão                                                                      | 2:23    |  |
| 21.                          | "Irmãos Coragem (Instrumental)" | Nonato Buzar / Paulinho Tapajós                                                         | 2:03    |  |

| VHS/DVD (30 Anos de Coragem) (extras) |                                                                      |                                                          |         |  |
| N.º                                   | Título                                                               | Compositor(es)                                           | Duração |  |
| 22.                                   | "Deslizes + Créditos Finais"                                         | Michael Sullivan / Paulo Massadas                        | 4:11    |  |
| 23.                                   | "Coração Vazio (We're All Alone) (part. Reba McEntire) (videoclipe)" | Boz Scaggs (versão: Chitãozinho / Xororó)                | 4:07    |  |
| 24.                                   | "Página Virada (videoclipe)"                                         | José Augusto / Paulo Sérgio Valle                        | 4:28    |  |
| 25.                                   | "Histórias (Entrevistas): Ninguém Quis Dormir / Ela Chora, Chora"    | Chitãozinho / Darci Rossi; Alcino Alves / Rossi / Xororó |         |  |

## Certificações
| Brasil (ABPD)                             | Platina | 2000 | 400.000* |
| *número de vendas baseado na certificação |         |      |          |